# NGC 3940
NGC 3940 (również PGC 37224 lub UGC 6852) – galaktyka eliptyczna (E), znajdująca się w gwiazdozbiorze Lwa. Odkrył ją William Herschel 26 kwietnia 1785 roku.